# كهف غايسنكلوسترلي
غايسنكلوسترلي (بالألمانية: Geissenklösterle)‏ هو موقع أثري ذو أهمية بالنسبة للعصر الحجري القديم الأعلى في وسط أوروبا، ويقع بالقرب من بلدة بلاوبويرن في جبال الألب السوابية في بادن فورتمبيرغ، جنوب ألمانيا. تم إكتشاف الكهف لأول مرة في عام 1963، ويحتوي على آثار لفن ما قبل التاريخ المبكر منذ ما بين 43000 و30000 عام. في عام 2017، أصبح الموقع جزءًا من كهوف مواقع التراث العالمي لليونسكو وفن العصر الجليدي في جبال الألب السوابية.